# Hubert Riedo
Hubert Riedo (* um 1950) ist ein Schweizer Badmintonspieler. 

## Karriere
Hubert Riedo wurde 1969 erstmals nationaler Meister in der Schweiz. Acht weitere Titelgewinne folgten bis 1975. 1969 siegte er auch bei den Swiss Open. Bei der Mitteleuropameisterschaft 1972 wurde er mit dem Team Dritter.

## Sportliche Erfolge
| Saison | Veranstaltung                   | Disziplin    | Platz | Name                          |
| ------ | ------------------------------- | ------------ | ----- | ----------------------------- |
| 1969   | Swiss Open                      | Herreneinzel | 1     | Hubert Riedo                  |
| 1969   | Schweizer Einzelmeisterschaften | Herreneinzel | 1     | Hubert Riedo                  |
| 1971   | Schweizer Einzelmeisterschaften | Herreneinzel | 1     | Hubert Riedo                  |
| 1971   | Schweizer Einzelmeisterschaften | Herrendoppel | 1     | Edy Andrey / Hubert Riedo     |
| 1972   | Schweizer Einzelmeisterschaften | Herreneinzel | 1     | Hubert Riedo                  |
| 1972   | Schweizer Einzelmeisterschaften | Herrendoppel | 1     | Edy Andrey / Hubert Riedo     |
| 1973   | Schweizer Einzelmeisterschaften | Mixed        | 1     | Hubert Riedo / Brigitte Geser |
| 1973   | Schweizer Einzelmeisterschaften | Herrendoppel | 1     | Edy Andrey / Hubert Riedo     |
| 1974   | Schweizer Einzelmeisterschaften | Herrendoppel | 1     | Edy Andrey / Hubert Riedo     |
| 1975   | Schweizer Einzelmeisterschaften | Herrendoppel | 1     | Edy Andrey / Hubert Riedo     |